# Dragan Gajić
Dragan Gajić (Celje, 21 giugno 1984) è un ex pallamanista sloveno.